# Romarinho
Romário Ricardo da Silva, né le 12 décembre 1990 à Palestina au Brésil, est un footballeur brésilien qui évolue au poste d'attaquant à l'EC Vitória.

## Biographie
Avec le club des Corinthians, il joue 86 matchs en Serie A brésilienne, inscrivant dix buts. Il participe également à la Copa Libertadores, remportant cette compétition en 2012.
En septembre 2014, Romarinho s'engage en faveur du club qatarien El Jaish SC pour la somme de 7,5 millions d'euros.

## Palmarès
- Vainqueur de la Copa Libertadores en 2012 avec les Corinthians
- Vainqueur de la Coupe du monde des clubs en 2012 avec les Corinthians
- Vainqueur de la Recopa Sudamericana en 2013 avec les Corinthians
- Champion de São Paulo en 2013 avec les Corinthians
- Vainqueur de la Coupe Crown Prince de Qatar en 2014 et 2016 avec l’El-Jaish Sports Club
- Vainqueur de la Supercoupe d’Arabie Saoudite en 2023 avec Al-Ittihad Club
- Champion d’Arabie Saoudite en 2023 avec Al-Ittihad Club
- Champion d’Arabie Saoudite D2 en 2025 avec Neom SC